# Manduca blackburni
Manduca blackburni is een vlinder uit de familie van de pijlstaarten (Sphingidae). De wetenschappelijke naam van de soort werd in 1880 gepubliceerd door Arthur Gardiner Butler.

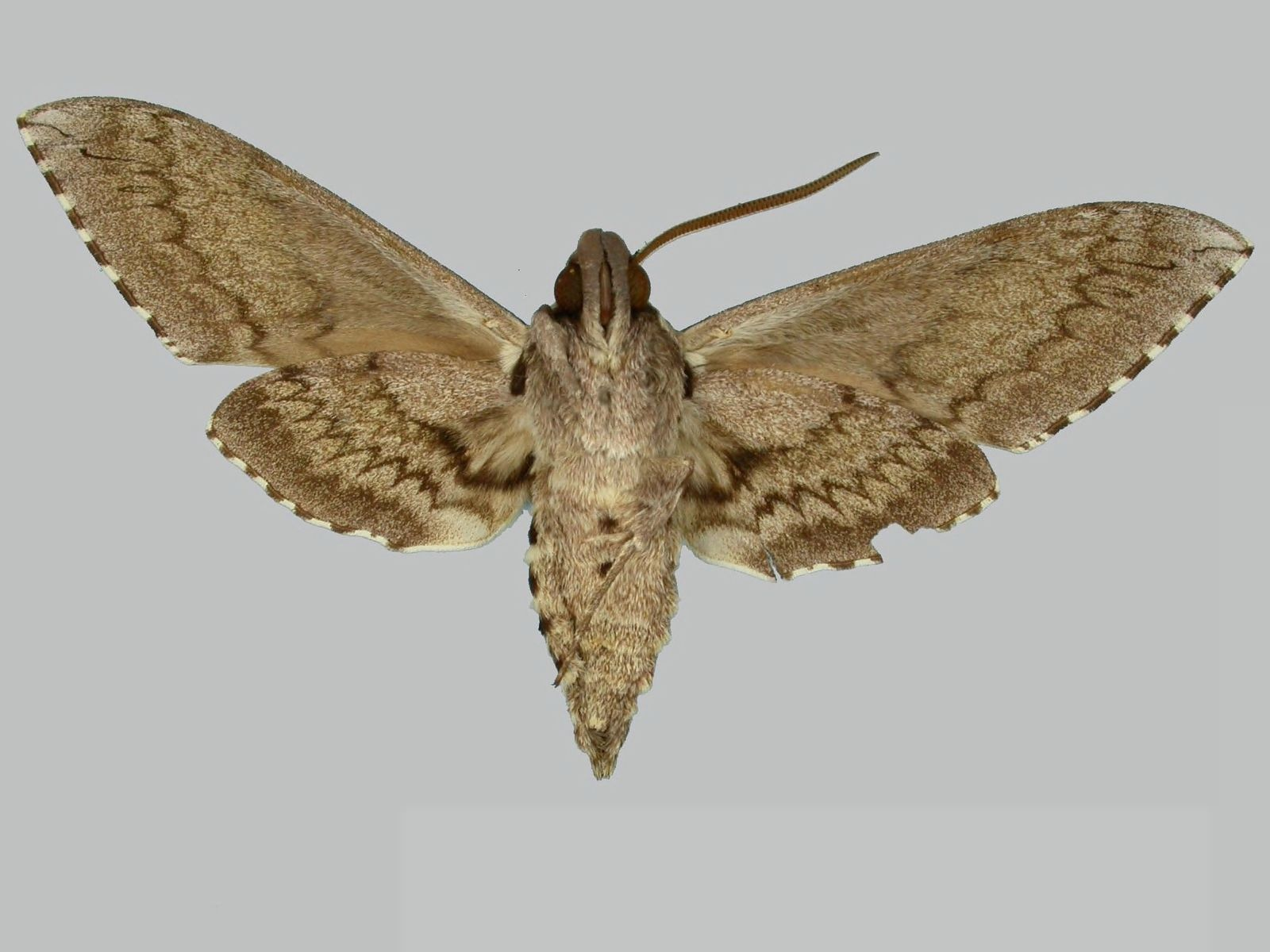
Manduca blackburni
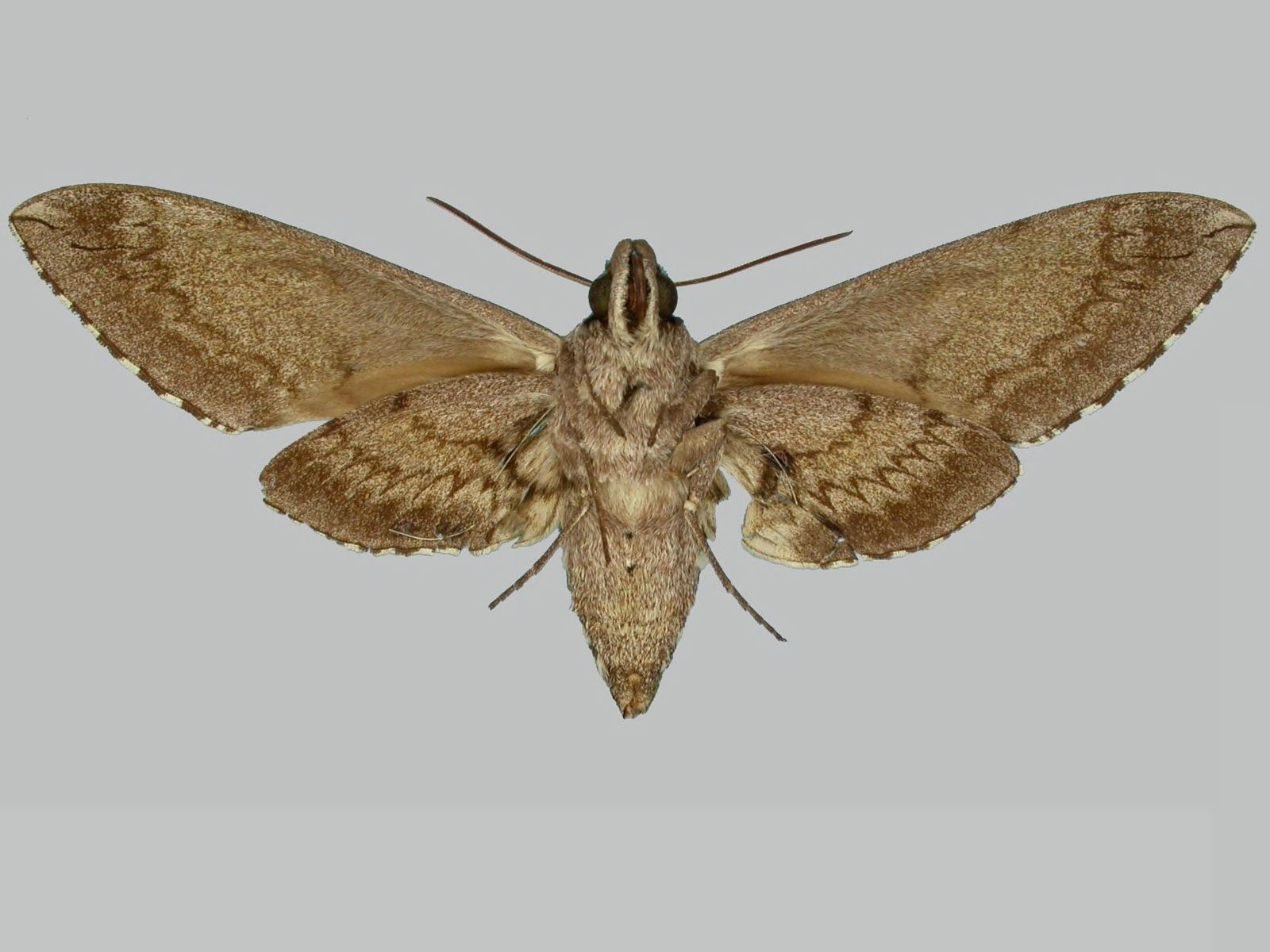
Manduca blackburni